# Prälatenhaus (Meißen)

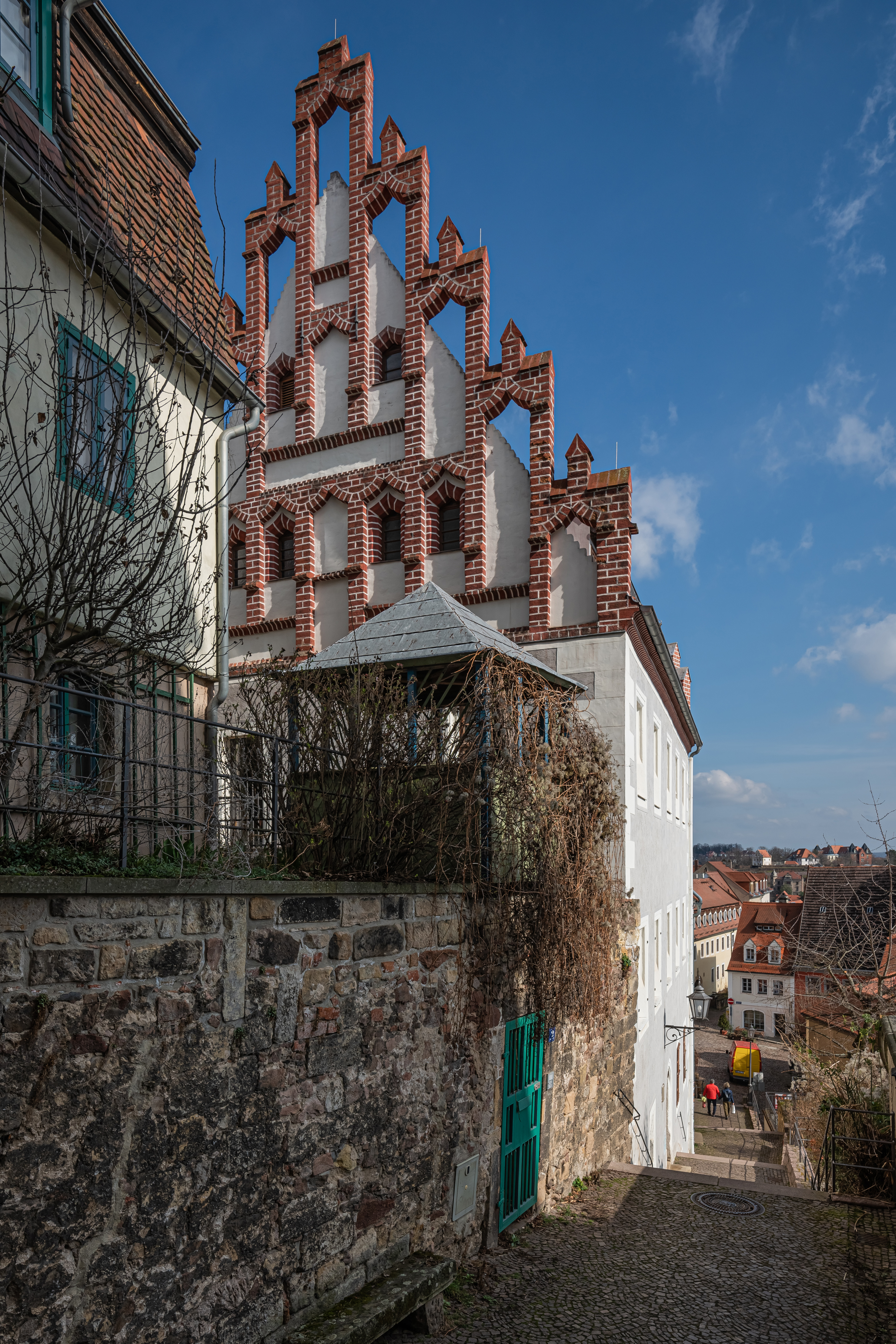
Prälatenhaus (Meißen)

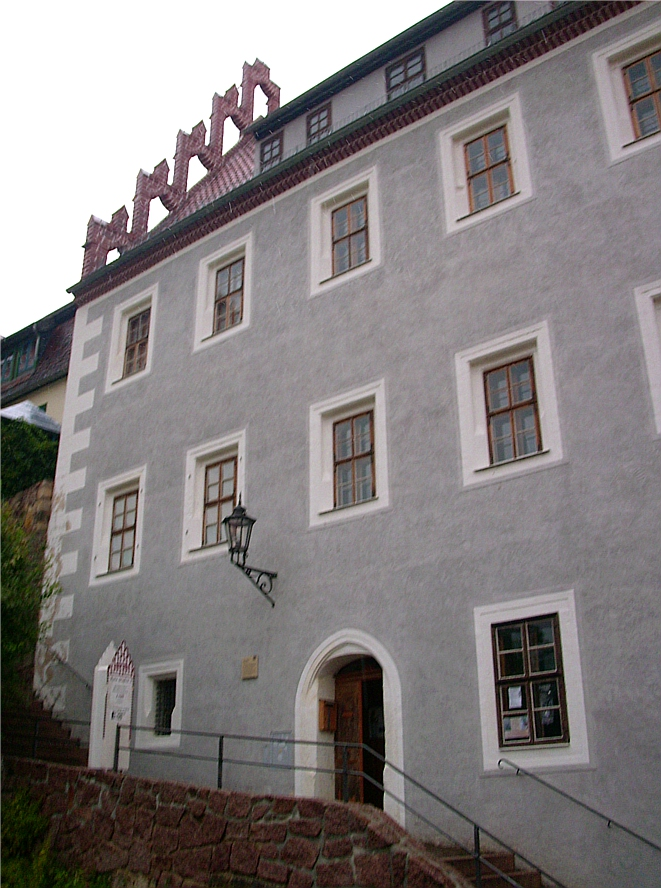
Südostansicht

Das spätgotische Prälatenhaus ist eines der ältesten Häuser in Meißen und ein überregional bedeutendes Baudenkmal. Es prägt mit seinem spätgotischen Backsteingiebel die malerische Westansicht der Altstadt und enthält bedeutende Reste spätgotischer Wandmalereien.

## Baugeschichte
In den Jahren 1509 und 1510 ließ der päpstliche Legat und bischöfliche Notar Nikolaus Heynemann sich in der Meißner Altstadt ein Wohnhaus auf dem Grundstück Rote Stufen 3 errichten. Das spätgotische dreigeschossige Gebäude ist unmittelbar auf den Fels gegründet und hat einen städtebaulich wirksamen reichverzierten Staffelgiebel aus Backstein.
Das Haus verfügt über eine spätgotische Balkendecke in der Eingangshalle, zwei Bohlenstuben mit deutschlandweit einzigartigen Wandfresken in mehreren Räumen, die Parallelen zur Cranach-Werkstatt aufweisen, möglicherweise gar aus ihr stammen. Die Malereien deuten auf Kontakte Heynemanns zu einflussreichen Kreisen und sind nördlich der Alpen einzigartig. Auch zahlreiche außergewöhnliche Bauten, die sein damaliger Dienstherr, Bischof Johann VI. von Saalhausen, veranlasste, deuten in eine ähnliche Richtung. Außerdem sind eine Schwarzküche und Teile einer Räucherkammer, der Treppenturm, ein gewölbter Archivraum im Erdgeschoss, originale, teils eisenbeschlagene Türen und das Dach mit seiner mächtigen Hängesäulenkonstruktion erhalten. 
Die Malereien aus dem frühen 16. Jahrhundert zeigen unter anderem Figuren mit porträthaften Zügen und Schriftbändern, möglicherweise Darstellungen von Propheten, aus der Blütezeit der Spätgotik. Weiterhin sind jüngere Raumgestaltungen aus barocker und klassizistischer Zeit erhalten.

## Sanierung
Zum Ende des 19. Jahrhunderts wurde das Prälatenhaus als Mietshaus umgebaut. In der Zeit der DDR verfiel das Gebäude zusehends und stand ab 1980 leer. Durch das Engagement Meißner Bürger, die sich im Kuratorium Rettet Meißen – Jetzt zusammengeschlossen hatten, konnte der Abriss verhindert werden. Die Bürgerinitiative organisierte in den achtziger Jahren eine Notsicherung. Kurz nach der Wende wurden die wertvollen Fresken wiederentdeckt und 1994 konnte mit der Sanierung des Daches begonnen werden.
Im Jahr 1998 beschloss der Meißner Stadtrat den Kauf des Gebäudes von einer Erbengemeinschaft, um es unter der Regie des Kuratoriums restaurieren zu lassen. Zum 500-jährigen Jubiläum wurde das völlig verfallene Nebengebäude neu errichtet. Besonders aufwändig ist die Sanierung der Wandmalereien in der spätgotischen Bohlenstube im zweiten Obergeschoss.
Die Stadt Meißen betrachtet nach der Restaurierung mit Unterstützung der Deutschen Stiftung Denkmalschutz das Bauwerk als gerettet, allerdings bleibt die Erschließung des Bauwerks für eine öffentliche Nutzung weiter eine Aufgabe.